# Makoto Satō (Theaterregisseur)
Makato Satō (jap. 佐藤 信, Satō Makato; * 23. August 1943 in der Präfektur Tokio) ist ein japanischer Theaterregisseur und Dramatiker.
Satō kommt aus der Untergrundtheater-Bewegung (angura, kurz für andāguraundo = underground) der 1960er Jahre und war prägend für die Bildung des Gekidan Kuro Tent (劇団黒テント, engl. Black Tent Theatre) in Tokio. Erfolg hatte er mit von Brecht geprägten Stücken wie Ismene (1966), My Beatles (1967), Nezumi Kozō (1969) und The Dance of Angels Who Burn their Own Wings (1970 nach Peter Weiss’ Marat/Sade). Mit seiner Truppe reiste er seit den 1970er Jahren durch Japan und beteiligte sich an Projekten andere linker Theatergruppen wie Journey to the West (1980) der Philippine Educational Theatre Association. Neben eigenen und Werken von Brecht führte er auch Dramen avantgardistischer japanischer Autoren wie Kara Jūrō und Terayama Shūji auf. In Avignon führte er 1995 Regie bei einer Aufführung von Alban Bergs Oper Wozzeck.